# Bohuslav Vyletal
Bohuslav Vyletal (22. prosince 1920 – 24. února 2014) je bývalý český fotbalista, reprezentant Československa. Za československou reprezentaci odehrál v roce 1952 dvě utkání proti Albánii, ve kterých byl reprezentací pověřen tým Sokol Stalingrad. Hrál za AC Sparta Praha a Sokol Stalingrad. Bohuslav Vyletal byl jedním z posledních žijících členů předválečné Sparty.